# Roești, Vâlcea
Roești este satul de reședință al comunei cu același nume din județul Vâlcea, Oltenia, România.